# 할로 커티스

할로우 커티스

할로우 허버트 커티스(Harlow Herbert Curtice, 1893년 8월 15일 ~ 1962년 11월 3일)는 미국 자동차 산업의 임원으로, 1953년부터 1958년까지 제너럴 모터스(GM)를 이끌었다. GM의 최고 경영자로서 그는 올해의 인물로 타임지에 의해 1955년에 선정되었다.
커티스는 미시간주 페트리빌에서 태어났다. 그는 20세에 제너럴 모터스에 입사하여 AC 스파크 플러그 부문을 거쳐 36세에 부문장이 되었고, 대공황 시기에도 이 부문을 수익성 있게 만들었다. GM의 뷰익 부문장을 맡게 된 그는 1930년대에 제품 라인을 확장하고 수익을 올렸다.
1948년, 커티스는 GM의 총괄 부사장이 되었고, 1953년 GM 사장 찰스 윌슨이 국방장관이 되자 그의 뒤를 이어 사장이 되었다. 커티스가 사장으로 재임하는 동안 GM은 막대한 수익을 올렸고, 한 해에 10억 달러의 수익을 낸 최초의 기업이 되었다.
1958년, 커티스는 65세 생일 직후 은퇴했다. 이듬해 그는 오리 사냥 중 실수로 친구를 총으로 쏴 사망하게 했다. 그는 1962년에 69세의 나이로 사망했다.

## 초기 생애
커티스는 1893년 8월 15일 미시간주 페트리빌에서 매리언 커티스와 메리 엘렌 에크하트의 아들로 태어났으며, 이턴 래피즈 (미시간주)에서 자라 이턴 래피즈 고등학교에 다녔다. 학교 방학 동안 그는 위탁 상인인 아버지의 장부를 정리하고 양모 공장에서도 일했다. 그는 1914년 페리스 비즈니스 칼리지를 졸업했다. 1914년 말 플린트 (미시간주)로 이주한 후, 커티스는 GM에서 급격한 출세를 시작했다. 그는 GM의 AC 스파크 플러그 사업부에서 경리 담당자로 시작했다. 20세의 그는 회사 경리 부장과의 면접에서 1년 안에 자신이 경리 부장이 되겠다는 포부를 밝혔다. 그는 그렇게 하여 21세의 나이에 AC 스파크 플러그의 회계 감사관이 되었다. 커티스는 장부 정리를 넘어 공장을 탐색하여 숫자들이 사람과 장비 측면에서 무엇을 의미하는지 파악했다.
군 복무를 잠시 마친 후, 커티스는 AC 스파크 플러그에서 경력을 재개하여 1923년에 보조 총괄 매니저가 되었고 1929년에는 사장이 되었다. 다른 제품 라인들이 대공황으로 어려움을 겪거나 파괴되었음에도 불구하고, 커티스의 AC 스파크 플러그 사업부는 확장하고 번창했다.

## 경영진
GM의 뷰익 사업부는 대공황 기간 동안 큰 어려움을 겪고 있었다(커티스에 따르면 생산량은 1926년 수준의 17%에 불과했다). 커티스는 책임자로 임명되었고, 즉시 뷰익을 위한 새로운 조직을 만들고 뷰익 마스터 식스와 뷰익 스탠더드 식스라는 새로운 자동차를 출시했다. 그는 또한 독점적으로 뷰익 딜러로만 구성된 소규모 딜러 네트워크를 만들었다. 커티스는 전쟁 기간 동안 뷰익을 이끌었고, GM 부사장으로 승진할 때까지 뷰익을 네 번째로 잘 팔리는 자동차 라인으로 만들었다.

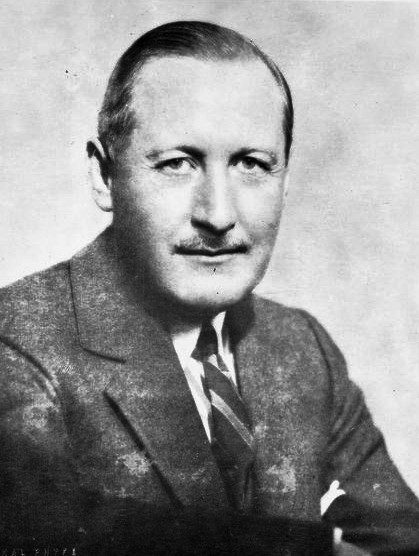
뷰익 사업부장 시절의 커티스.

제2차 세계 대전 동안, 뷰익은 항공기 엔진을 매우 효율적으로 생산하여 육군은 커티스를 장군으로 임명하는 것을 고려했으나 그는 거절했다. 1946년, GM 사장 찰스 윌슨은 그에게 총괄 부사장 직책—윌슨의 오른팔이 되는—을 제안했으나 커티스는 그 부서를 떠나기 전에 뷰익이 다시 생산 라인에서 굴러가는 것을 보고 싶다며 거절했다. 1948년, 윌슨은 다시 커티스에게 그 직책을 제안했고 이번에는 그가 수락했다.
커티스는 이전의 어떤 총괄 부사장보다 더 큰 권한을 가졌다. 그는 모든 인사 문제를 담당했다. 1953년, 드와이트 아이젠하워 대통령이 그를 국방장관으로 임명한 후 윌슨은 떠났다. GM의 이사회는 커티스를 윌슨의 후임으로 임명했다.

## 사장
커티스는 사업부장들이 실질적으로 자율성을 가지도록 하는 GM의 전통을 유지했다. 그러나 1953년 GM의 앨리슨 사업부(항공기 엔진)가 뒤처지자 그는 직접 나서서 사업부를 운영하고 프랫 & 휘트니와 다시 경쟁할 수 있는 새로운 엔진 라인에 대규모 투자를 위한 자금을 확보하는 데 도움을 주었다. 1955년, 이스턴 항공의 에디 리켄배커는 새로운 엔진에 대한 대량 주문을 했다. 사장 취임 후 첫 2년 동안 커티스는 두 번 해외를 여행하며 현장에서의 결정으로 매번 수백만 달러를 지출했다.
커티스가 GM에 재임한 초기 몇 달 동안은 경기 침체에 대한 우려가 있었다. 1954년 2월, 경제가 여전히 침체되어 있는 상황에서 커티스는 다가올 호황에 대비하여 GM이 공장과 시설 확장에 10억 달러(현재 약 120억 달러)를 지출할 것이라고 발표했다. 이는 다른 기업들의 자본 지출 열풍을 촉발시켰고, 경제 회복을 보장하는 데 기여했다. 포드는 자체적으로 10억 달러를 투자하며 이에 맞섰고, 크라이슬러는 5억 달러를 지출할 계획을 발표했다. 한편, 포커 선수였던 커티스는 두 번째 10억 달러를 지출할 계획을 발표하며 판돈을 올렸다. 커티스는 경제가 회복될 것이라고 보았고, 이에 대비했다. 1955년, GM은 500만 대의 차량을 판매했으며 한 해에 10억 달러를 벌어들인 최초의 기업이 되었다. 커티스는 1955년 타임지 "올해의 인물"로 선정되었는데, "필요한 자리에서 그는 미국 비즈니스의 리더십 책임을 맡았다. 그의 말에 따르면 '제너럴 모터스는 항상 선두를 달려야 한다.'"고 했다. 그의 사장 재임 기간 동안 그는 주말에만 플린트의 자택에 있었고, 주중에는 GM 본사에 머물렀다.
1956년, 그는 단일 기업이 단일 연도에 투자한 금액 중 가장 큰 금액인 10억 달러를 추가로 자본 투자에 할당할 계획을 발표했다. 그는 수입 능력의 절정기에 연간 80만 달러(현재 900만 달러 이상)를 벌었다.
그의 후임으로는 1958년부터 1965년까지 사장을 지낸 존 F. 고든 주니어가 있었고, 그 뒤를 이어 프레데릭 G. 도너가 1965년부터 1967년까지 사장을 지냈다.
그는 1971년 자동차 명예의 전당에 헌액되었다.

## 말년
65세가 된 커티스는 1958년 8월 31일 은퇴했다. 그는 GM의 이사직을 유지했다. 1959년, 캐나다로 오리 사냥을 갔을 때 그는 실수로 은퇴한 GM 부사장 해리 W. 앤더슨을 총으로 쏴 사망하게 했다.
커티스는 경력 내내 플린트에 거주했다. 그는 1962년에 69세의 나이로 자택에서 명백한 심장마비로 사망했으며, 글렌우드 묘지에 안장되었다.

## 내용주
1. ↑  “Curtice, Harlow Herbert”. 《Encyclopedia Of Detroit》. Detroit Historical Society. 2020년 8월 25일에 확인함.
2. ↑  “Inquest Held Unlikely in Curtice Kill”. 《Desert Sun》. XXXIII (83). 1959년 11월 19일  – Centre for Bibliographical Studies and Research 경유.
3. 1 2 3 4 5 6 7 8 9 10 11 12 13  “Harlow H. Curtice is dead at 69”. 《The New York Times》. 1962년 11월 4일. 2013년 1월 30일에 원본 문서에서 보존된 문서. 2009년 10월 6일에 확인함.
4. 1 2 3 4 5 6  “Person of the Year 1955: Harlow Curtice”. 《Time》. 1955년 1월 2일. 2007년 2월 13일에 원본 문서에서 보존된 문서. 2009년 10월 6일에 확인함.
5. ↑  “Harlow H. Curtice”. Automotive Hall of Fame. 2020년 8월 25일에 확인함.
6. ↑  Glenwood Cemetery

## 추가 문헌
- Dunham, Terry; Gustin, Lawrence (2005). 《Buick: A Complete History》. Automobile Quarterly Publications. ISBN 0-9711468-3-7.
- Freeland, Robert F. (2000). 《The Struggle for Control of the Modern Corporation : Organizational Change at General Motors, 1924-1970》. Cambridge University Press. ISBN 0-521-63034-7.
- Halberstam, David (1994). 《The Fifties》. Ballantine Books. ISBN 0-449-90933-6.
- May, George S. (1989). 《Encyclopedia of American Business History and Biography: The Automobile Industry, 1920-1980》. Facts on File. ISBN 0-8160-2083-3.